# Gorbatov (ville)
Pour les articles homonymes, voir Gorbatov.
Gorbatov (en russe : Горбатов) est une ville de l'oblast de Nijni Novgorod, en Russie, dans le raïon de Pavlovo. Sa population s'élevait à 2 176 habitants en 2013 et 2 009 habitants en 2021.

## Géographie
Gorbatov est située au bord de la rivière Oka, à 55 km au sud-ouest de Nijni Novgorod et à 342 km à l'est de Moscou.

## Histoire
La région est colonisée par des Mechtchériens entre le Xe siècle et le XIIe siècle, puis dépend du khanat de Kazan. Lorsque Ivan le Terrible vainc les Tatars en 1552, les paysans russes y affluent. L'histoire connue de Gorbatov remonte à 1565, date de la mort du prince Alexandre Borissovitch Gorbaty-Chouïsky, propriétaire des lieux qui donne son nom au village. Celui-ci est donné par Ivan IV au monastère du Sauveur-Saint-Euthyme. Une première église de bois est construite en 1672. Le village est connu pour sa production de cerises. Il est traversé par la grande route postière Moscou-Vladimir-Gorokhovets-Bogorodsk-Nijni Novgorod, ce qui fait fleurir l'artisanat local. En 1779, le village de Gorbatovo fusionne avec la sloboda Mechtcherskaïa et ils forment ensemble la ville de Gorbatov. Elle se spécialise à la fin du XVIIIe siècle dans la fabrication de cordages, notamment de bateaux. Aujourd'hui l'usine Mitra produisant des cordes est le principal employeur de la ville.

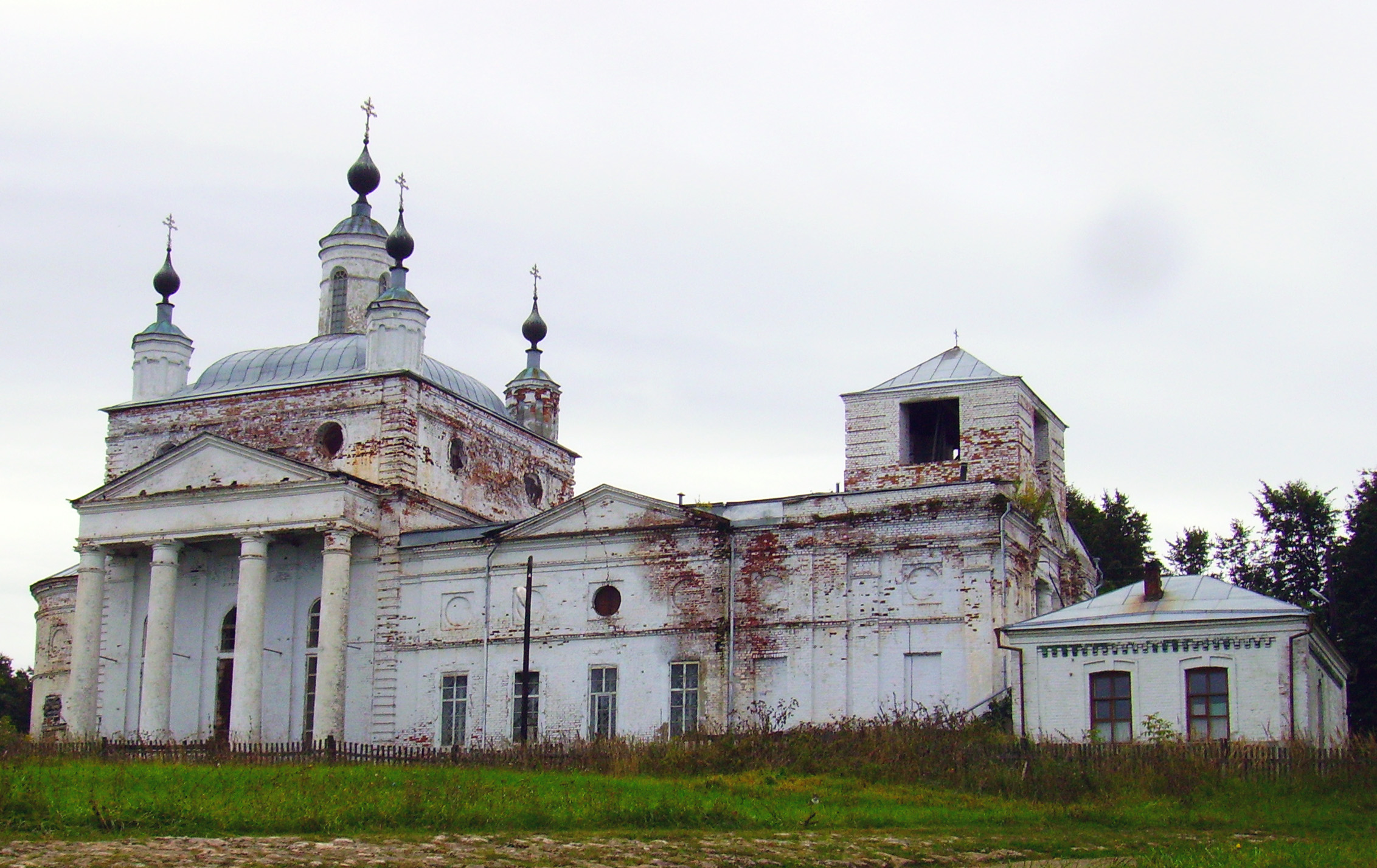
Vue de la collégiale de la Sainte-Trinité de Gorbatov, de style néo-classique

## Population
Recensements (*) ou estimations de la population.
Gorbatov est la ville dont la population est la moins importante de l'oblast de Nijni Novgorod.
| 1856  | 1897* | 1926* | 1939* | 1959* | 1970* |
| ----- | ----- | ----- | ----- | ----- | ----- |
| 3 200 | 4 604 | 3 278 | 3 100 | 3 572 | 4 611 |

| 1979* | 1989* | 2002* | 2010* | 2012  | 2013  |
| ----- | ----- | ----- | ----- | ----- | ----- |
| 4 210 | 3 552 | 2 662 | 2 278 | 2 240 | 2 176 |

| 2017  | 2021  | - | - | - | - |
| ----- | ----- | - | - | - | - |
| 1 982 | 2 009 | - | - | - | - |

## Patrimoine

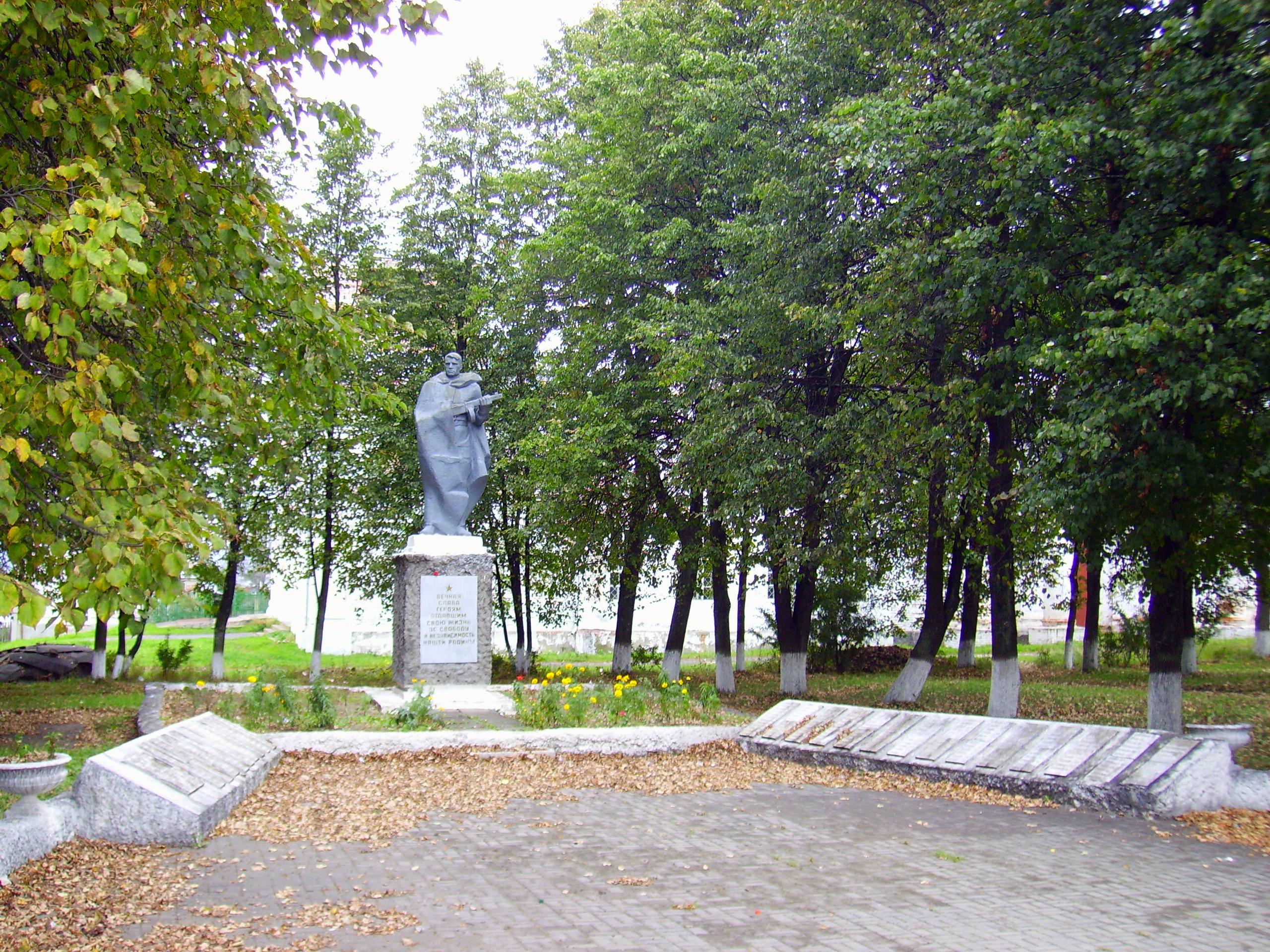
Monument aux morts de la Grande Guerre patriotique (1941-1945).

- Collégiale de la Sainte-Trinité, d'architecture néo-classique, ou servit saint Nikolaï Riourikov (1884-1943)
- Église de l'Assomption, en ruines
- Église Notre-Dame-des-Douleurs et son cimetière
- Monument aux morts de la guerre de 1941-1945